# برنامج الإنسان والمحيط الحيوي

خريطة تظهر عدد محميات الإنسان والمحيط الحيوي في كل دولة.

برنامج الإنسان والمحيط الحيوي (ويسمى بالإنجليزية ماب اختصاراً) هو برنامج أطلقته منظمة اليونسكو العالمية في سنة 1971، بغرض حماية الأنظمة البيئية المتميزة والتوعية بأهميتها وضرورة الحفاظ عليها وعلى مواردها الطبيعية.